# Crambus descludellus
Crambus descludellus là một loài bướm đêm trong họ Crambidae.